# Dècada del 1670 aC

## Esdeveniments
- 1677/1661 Merhotepre Ini recull la successió del faraó Ibiau a la Dinastia XIII d'Egipte
- 1674 aC els hicsos conquereixen Menfis i nomenen rei a Salitis o Saites (Sharek) que funda la XV Dinastia que subsistira més d'un segle. La dinastia XIV es manté a Xois com a vassalla de la nova dinastia mentre la Dinastia XIII roman a Tebes i també s'ha de sotmetre als hicsos.